# Friedrich Szepansky
Friedrich Szepansky (Garmisch-Partenkirchen, Beieren, 1959) is een Duits componist, dirigent en pianist.

## Levensloop
Szepansky studeerde van 1978 tot 1980 zang bij Franz Nagel in Innsbruck. Verder studeerde hij van 1981 tot 1986 aan de Robert-Schumann-Hochschule Düsseldorf in Düsseldorf en aan de Hochschule für Musik in Keulen piano en dirigeren bij Jose-Luis Prado en Hans Kast en muziektheorie bij Hans Elmar Bach. Aansluitend werd hij dirigent van verschillende muziekkorpsen van de Duitse Bundeswehr, onder andere in 1986 bij het Heeresmusikkorps 300 in Koblenz, van 1986 tot 1989 bij het Heeresmusikkorps 10 in Ulm, in 1989 bij het Heeresmusikkorps 100 in Münster, van 1990 tot 1991 bij het Heeresmusikkorps 4 in Regensburg, van 1991 tot 1993 bij het Heeresmusikkorps 12 in Würzburg, van 1993 tot 1996 bij het Heeresmusikkorps 400 / Stabsmusikkorps in Berlijn. Sinds 1996 is hij chef-dirigent van het Heeresmusikkorps 1 te Hannover. Op 1 januari 2001 werd hij tot Oberstleutnant bevorderd. 
Ook heeft hij gedirigeerd in België, Canada, Nederland, Rusland, Spanje, Verenigd Koninkrijk en Zwitserland. 
Als componist schreef hij werken voor orkest, harmonieorkest en kamermuziek.

## Composities

### Werken voor harmonieorkest
- Schnelle Fahrt

### Kamermuziek
- Alpha & Omega, voor altsaxofoon en piano
- Harderwijk Sunset, voor altsaxofoon en piano
- Keikobads Tempel auf dem Mondberg, voor blazerskwartet
- Kleine Zauberersuite, voor sopraan-, alt-, tenor- en baritonsaxofoon en piano
- Pièce joyeuse, voor sopraansaxofoon en piano

- Gemeinsame Normdatei: 141812397
- International Standard Name Identifier: 0000 0003 7193 8971
- MusicBrainz: 3e77e0e9-3f60-405f-ab98-7e1c0b5cdbd7
- Virtual International Authority File: 148508444
- WorldCat: E39PBJdcBJh7QjJpYXhcDYWFKd